# Yenimahmudiye, Manisa
Yenimahmudiye là một xã thuộc huyện Manisa, tỉnh Manisa, Thổ Nhĩ Kỳ. Dân số thời điểm năm 2011 là 104 người.